# باشگاه فوتبال آلدرشات تاون
باشگاه فوتبال آلدرشات تاون (به انگلیسی: Aldershot Town Football Club) یک باشگاه فوتبال در شهر الدرشات، کشور انگلستان است که در سال ۱۹۹۲ میلادی تأسیس شده‌است.